# IXe législature de la république démocratique de Sao Tomé-et-Principe
- ADI (26)
- MLSTP-PSD (21)
- PCD (7)
- Aucun groupe (1)

Composition de l'Assemblée nationale en 2010 :

La IXe législature de la république démocratique de Sao Tomé-et-Principe est un cycle parlementaire qui s'ouvre en 11 septembre 2010 pour s'achever le 10 septembre 2014 à la suite des élections législatives de 2010.
Le parti du premier ministre Patrice Trovoada, Action démocratique indépendante, détient la majorité à l'Assemblée nationale, dont Evaristo Carvalho est le président.
En novembre 2012, une crise politique voit la destitution de Trovoada par une motion de censure et la démission de Carvalho. L'opposition unie (Mouvement pour la libération de Sao Tomé-et-Principe – Parti social-démocrate, Parti de convergence démocratique et Mouvement pour les forces de changement démocratique - Parti libéral) élit Alcino Pinto, membre du Mouvement pour la libération de Sao Tomé-et-Principe, nouveau président de l'Assemblée. Gabriel Costa devient Premier ministre le mois suivant.

## Liste des députés
| Élu                           | Parti | Parti     |
| ----------------------------- | ----- | --------- |
| Idalécio Quaresma             |       | ADI       |
| Evaristo Carvalho             |       | ADI       |
| Carlos Correia                |       | ADI       |
| José da Graça Diogo           |       | ADI       |
| José da Graça Viegas Santiago |       | MLSTP-PSD |
| Aurélio Martins               |       | MLSTP-PSD |
| Deolindo da Mata              |       | MLSTP-PSD |
| Maria das Neves               |       | MLSTP-PSD |
| Sebastião Pinheiro            |       | ADI       |
| Alcino Pinto                  |       | MLSTP-PSD |
| Filomena dos Prazeres         |       | PCD       |
| Celmira Sacramento            |       | ADI       |
| Delfim Neves                  |       | PCD       |

## Composition du bureau
- Présidents : Evaristo Carvalho (2010-2012), Alcino Pinto (2012-2014)
  - Vice-présidents : Maria das Neves et José da Graça Diogo
- Secrétaires : Celmira Sacramento, Deolindo da Mata et Sebastião Pinheiro
  - Vice-secrétaires : Carlos Correia et Filomena dos Prazeres
- Président du groupe ADI : Idalécio Quaresma
- Président du groupe MLSTP-PSD : José da Graça Viegas Santiago
- Président du groupe PCD : Delfim Santiago das Neves

## Parité femmes-hommes
Avec 10 femmes élues députées sur 55, la proportion de femmes dans l'Assemblée nationale santoméenne est de 18,18 %.